# 川西芙沙
川西 芙沙（かわにし ふさ、1939年1月6日 - ）は、日本の翻訳家。本名は飯吉寿美子。夫はドイツ文学者の飯吉光夫。

## 略歴
東京都出身。早稲田大学文学部独文学科卒業。白百合女子大学講師、朝日新聞児童書書評委員などを経て、朝日カルチャーセンター講師、軽井沢絵本の森美術館顧問、ルンビニ幼稚園顧問。40歳を過ぎてシルエットロマンスの翻訳を始め、のちドイツ児童文学などの翻訳に従事する。

## 著書
- 『ドイツ＝おもちゃの国の物語』（東京書籍） 1996
- 『絵本のちから』（大和出版） 2000 、のち改題『絵本の贈りもの』（三修社） 2004

## 翻訳
- 『メールヘン』（ゲーテ、国書刊行会、ドイツ・ロマン派全集8） 1983
- 『ニーベルングの指環』（ウル・デ・リコ、サンリオ） 1984
- 『少年は戦場から消えた』（ルドルフ・フランク、小学館） 1985
- 『エンデのいたずらっ子の本』（ミヒャエル・エンデ、飯吉光夫共訳、岩波書店） 1987
- 『ぬいぐるみテディのぼうけんミステリー』（マレグレート・レティヒ、川西ふさ名義訳、偕成社） 1990
- 『まきばにおつかい』（コビー・ホル、ほるぷ出版） 1990
- 『チェンジオブハート』（サリー・マンデル、サンリオ） 1990
- 『レーナとゆきだるま』（コビー・ホル、ほるぷ出版） 1990
- 『魔法くらべ 五つのやさしい物語』（Heike von Eckardstein共著、朝日出版社） 1990
- 『はじめてのぼうけん』（マルグレート＝レティヒ、偕成社） 1991
- 『わたしのだいすきなエンゼルおばあちゃん』（インゲボルグ・ロータッハ、くもん出版） 1991
- 『魔法のカクテル』（ミヒャエル・エンデ、岩波書店） 1993
- 『「愛」の悪魔』（ハンス・マグヌス・エンツェンスベルガー編、晶文社） 2001 - ブレンターノの書簡集
- 『ルティおばさん女王さまにへんしーん!』（ジビレ・ハイン、瑞雲舎） 2008

### シルエット・ロマンス
- 『愛しているというあなたに』（イーディス・セント・ジョージ、サンリオ、シルエット・ロマンス） 1982
- 『それが愛となる日』（ジャネット・デイリー、サンリオ、シルエット・ロマンス） 1982、のち文庫
- 『わたしの名をささやいて』（ファン・マイケルズ、サンリオ、シルエット・ロマンス） 1982
- 『ふるえる唇』（キャロリン・ソーントン、サンリオ、シルエットスペシャルエディション） 1983
- 『冬の恋人たち』（ジャネット・デイリー、サンリオ、シルエット・ロマンス） 1983
- 『魔法の指輪』（アン・ハンプソン、サンリオ、シルエット・ロマンス） 1984

### 「ちびっこ吸血鬼」シリーズ
- 『ちびっこ吸血鬼はミステリーがお好き』（アンゲラ・ゾンマー・ボーデンブルク、くもん出版、ちびっこ吸血鬼シリーズ） 1987
- 『ちびっこ吸血鬼のひっこしそうどう』（アンゲラ・ゾンマー・ボーデンブルク、くもん出版、ちびっこ吸血鬼シリーズ） 1987
- 『ちびっこ吸血鬼のあぶない変身旅行』（アンゲラ・ゾンマー・ボーデンブルク、くもん出版、ちびっこ吸血鬼シリーズ） 1987
- 『ちびっこ吸血鬼のかいぶつ農場』（アンゲラ・ゾンマー・ボーデンブルク、くもん出版、ちびっこ吸血鬼シリーズ） 1987
- 『ちびっこ吸血鬼はロマンスなお年ごろ』（アンゲラ・ゾンマー・ボーデンブルク、くもん出版、ちびっこ吸血鬼シリーズ） 1987
- 『ちびっこ吸血鬼のきけんがいっぱい』（アンゲラ・ゾンマー・ボーデンブルク、くもん出版、ちびっこ吸血鬼シリーズ） 1987
- 『ちびっこ吸血鬼とアドベンチャー休暇（アンゲラ・ゾンマー・ボーデンブルク、くもん出版、ちびっこ吸血鬼シリーズ） 1988
- 『ちびっこ吸血鬼のぶきみな廃墟の夜』（アンゲラ・ゾンマー・ボーデンブルク、くもん出版、ちびっこ吸血鬼シリーズ） 1990
- 『ちびっこ吸血鬼の暗くなるまでまって』（アンゲラ・ゾンマー・ボーデンブルク、くもん出版、ちびっこ吸血鬼シリーズ） 1991
- 『ちびっこ吸血鬼のカーニバルはおどる』（アンゲラ・ゾンマー・ボーデンブルク、くもん出版、ちびっこ吸血鬼シリーズ） 1992
- 『ちびっこ吸血鬼のひみつの診察室』（アンゲラ・ゾンマー・ボーデンブルク、くもん出版、ちびっこ吸血鬼シリーズ） 1994
- 『ちびっこ吸血鬼とおんぼろ屋敷のなぞ』（アンゲラ・ゾンマー・ボーデンブルク、くもん出版、ちびっこ吸血鬼シリーズ） 1995
- 『ちびっこ吸血鬼の婚約指輪はおあずけ!?』（アンゲラ・ゾンマー・ボーデンブルク、くもん出版、ちびっこ吸血鬼シリーズ） 1996
- 『ちびっこ吸血鬼の林間学校は恋のときめき』（アンゲラ・ゾンマー・ボーデンブルク、くもん出版、ちびっこ吸血鬼シリーズ） 1997
- 『ちびっこ吸血鬼のクリスマスはどきどき気分』（アンゲラ・ゾンマー・ボーデンブルク、くもん出版、ちびっこ吸血鬼シリーズ） 1998
- 『ちびっこ吸血鬼のようこそ! 吸血鬼のふるさとへ』（アンゲラ・ゾンマー・ボーデンブルク、くもん出版、ちびっこ吸血鬼シリーズ） 1999

### 「リトルバンパイア」シリーズ
- 『リュディガーとアントン』（ボーデンブルク、くもん出版、リトルバンパイアシリーズ） 2006
- 『地下室のかんおけ』（ボーデンブルク、くもん出版、リトルバンパイアシリーズ） 2006
- 『きけんな列車旅行』（ボーデンブルク、くもん出版、リトルバンパイアシリーズ）　2006
- 『モンスターの巣くつ』（ボーデンブルク、くもん出版、リトルバンパイアシリーズ） 2006
- 『魅惑のオルガ』（ボーデンブルク、くもん出版、リトルバンパイアシリーズ） 2006
- 『悪魔のなみだ』（ボーデンブルク、くもん出版、リトルバンパイアシリーズ） 2006
- 『ぶきみなヤンマー谷』（ボーデンブルク、くもん出版、リトルバンパイアシリーズ） 2006
- 『ひみつの年代記』（ボーデンブルク、くもん出版、リトルバンパイアシリーズ） 2006
- 『あやしい患者』（ボーデンブルク、くもん出版、リトルバンパイアシリーズ） 2006
- 『血のカーニバル』（ボーデンブルク、くもん出版、リトルバンパイアシリーズ） 2006
- 『真夜中の診察室』（ボーデンブルク、くもん出版、リトルバンパイアシリーズ） 2007
- 『清澄館のなぞ』（ボーデンブルク、くもん出版、リトルバンパイアシリーズ）　2007
- 『まぼろしの婚約指輪』（ボーデンブルク、くもん出版、リトルバンパイアシリーズ） 2007

### 「のっぽのミニ」リーズ
- 『のっぽのミニはどきどき1年生』（クリスティーネ・ネストリンガー、くもん出版、のっぽのミニシリーズ） 1994
- 『のっぽのミニとペコペコねこのマウツ』（クリスティーネ・ネストリンガー、くもん出版、のっぽのミニシリーズ） 1994
- 『のっぽのミニのわくわくクリスマス』（クリスティーネ・ネストリンガー、くもん出版、のっぽのミニシリーズ） 1994
- 『のっぽのミニのぴかぴか大へんしん』（クリスティーネ・ネストリンガー、くもん出版、のっぽのミニシリーズ） 1995
- 『のっぽのミニはきらきら大スター』（クリスティーネ・ネストリンガー、くもん出版、のっぽのミニシリーズ） 1995
- 『のっぽのミニのはらはらなつやすみ』（クリスティーネ・ネストリンガー、くもん出版、のっぽのミニシリーズ） 1995